# Old Monroe
Old Monroe és una població dels Estats Units a l'estat de Missouri. Segons el cens del 2000 tenia 250 habitants.

## Demografia
Segons el cens del 2000, Old Monroe tenia 252 habitants, 106 habitatges, i 68 famílies. La densitat de població era de 643,5 habitants per km².
Dels 106 habitatges en un 29,2% hi vivien nens de menys de 18 anys, en un 47,2% hi vivien parelles casades, en un 14,2% dones solteres, i en un 35,8% no eren unitats familiars. En el 30,2% dels habitatges hi vivien persones soles el 16% de les quals corresponia a persones de 65 anys o més que vivien soles. El nombre mitjà de persones vivint en cada habitatge era de 2,36 i el nombre mitjà de persones que vivien en cada família era de 2,87.
Per edats la població es repartia de la següent manera: un 23,6% tenia menys de 18 anys, un 10,8% entre 18 i 24, un 27,6% entre 25 i 44, un 20% de 45 a 60 i un 18% 65 anys o més.
L'edat mediana era de 36 anys. Per cada 100 dones de 18 o més anys hi havia 99 homes.
La renda mediana per habitatge era de 31.429 $ i la renda mediana per família de 42.188 $. Els homes tenien una renda mediana de 39.063 $ mentre que les dones 21.964 $. La renda per capita de la població era de 15.457 $. Cap de les famílies i el 4,5% de la població estaven per davall del llindar de pobresa.

## Poblacions més properes
El següent diagrama mostra les poblacions més properes.